# Clash (televisieprogramma)
Clash is een Vlaams televisieprogramma uitgezonden op Ketnet. Het concept is de strijd tussen jongens en meisjes. Clash wordt gepresenteerd door Sam De Bruyn, bekend van Studio Brussel. Er is maar één seizoen opgenomen van dit programma.

## Het spel
Iedereen kent deze clichés : Jongens zijn veel handiger dan meisjes, meisjes kunnen beter haar knippen enz...
Maar of dit ook waar is, wordt getest in de blauwe, de roze en de kapiteinsronde.
Bij de roze ronde hoort een cliché meisjes kunnen beter... dan jongens.
Bij de blauwe ronde hoort een cliché jongens kunnen beter... dan meisjes.
Bij de kapiteinsronde hoort een cliché jongens/meisjes kunnen beter... dan jongens/meisjes.
Ook is er de slimme-ronde, hierin moeten de kandidaten tegen elkaar quizzen.

## Kapitein
De kandidaten staan er niet alleen voor, ze krijgen de aanmoediging en hulp van een BV.
- Week 1 : Brahim tegen Lien Van de Kelder
- Week 2 : Geert Hunaerts tegen Vanya Wellens
- Week 3 : Peter Pype tegen Kristien Maes
- Week 4 : Ben Roelants tegen Kate Ryan
- Week 5 : Pieter Loridon tegen Véronique Leysen
- Week 6 : Steve Geerts tegen Annelien Coorevits

## Stem, Jury
'Stem' is een onbetwistbaar jurylid.
Zij weet alles en is rechtvaardig.
Ze heeft ook af en toe commentaar op Sam.
De rol van Stem wordt gespeeld door Karolien Debecker.

## De thuisopdracht
Elke week krijgen Ketnet-kijkers de kans om zich te mengen in de strijd via ketnet.be.
- Opdracht 1: Maak je lid van de jongens-clashclub als je een jongen bent en van de meisjes-clashclub als je een meisje bent. De groep wiens club de meeste leden telt binnen een aantal weken krijgt een clashpunt.